# اسپریتون
اسپریتون (به انگلیسی: Spreyton) یک روستا و محله مدنی در بریتانیا است که در West Devon واقع شده‌است. اسپریتون ۳۸۰ نفر جمعیت دارد.